# Bourg-le-Comte
Bourg-le-Comte és un municipi francès, situat al departament de Saona i Loira i a la regió de Borgonya - Franc Comtat. L'any 2007 tenia 209 habitants.

## Demografia

### Població
El 2007 la població de fet de Bourg-le-Comte era de 209 persones. Hi havia 88 famílies, de les quals 20 eren unipersonals (4 homes vivint sols i 16 dones vivint soles), 28 parelles sense fills, 32 parelles amb fills i 8 famílies monoparentals amb fills.
La població ha evolucionat segons el següent gràfic:
Habitants censats

### Habitatges
El 2007 hi havia 113 habitatges, 89 eren l'habitatge principal de la família, 16 eren segones residències i 8 estaven desocupats. 109 eren cases i 4 eren apartaments. Dels 89 habitatges principals, 72 estaven ocupats pels seus propietaris i 17 estaven llogats i ocupats pels llogaters; 2 tenien dues cambres, 12 en tenien tres, 26 en tenien quatre i 49 en tenien cinc o més. 77 habitatges disposaven pel capbaix d'una plaça de pàrquing. A 43 habitatges hi havia un automòbil i a 41 n'hi havia dos o més.

### Piràmide de població
La piràmide de població per edats i sexe el 2009 era:
| Homes | Edats   | Dones |
| ----- | ------- | ----- |
| 0     | 95 o +  | 0     |
| 0     | 90 a 94 | 4     |
| 0     | 85 a 89 | 0     |
| 4     | 80 a 84 | 4     |
| 0     | 75 a 79 | 8     |
| 4     | 70 a 74 | 0     |
| 4     | 65 a 69 | 12    |
| 12    | 60 a 64 | 8     |
| 0     | 55 a 59 | 8     |
| 8     | 50 a 54 | 8     |
| 16    | 45 a 49 | 0     |
| 8     | 40 a 44 | 8     |
| 12    | 35 a 39 | 20    |
| 0     | 30 a 34 | 8     |
| 0     | 25 a 29 | 0     |
| 0     | 20 a 24 | 0     |
| 12    | 15 a 19 | 8     |
| 20    | 10 a 14 | 8     |
| 8     | 5 a 9   | 4     |
| 4     | 0 a 4   | 0     |

## Economia
El 2007 la població en edat de treballar era de 136 persones, 107 eren actives i 29 eren inactives. De les 107 persones actives 99 estaven ocupades (56 homes i 43 dones) i 8 estaven aturades (3 homes i 5 dones). De les 29 persones inactives 14 estaven jubilades, 5 estaven estudiant i 10 estaven classificades com a «altres inactius».

### Ingressos
El 2009 a Bourg-le-Comte hi havia 88 unitats fiscals que integraven 212 persones, la mediana anual d'ingressos fiscals per persona era de 15.198 €.

### Activitats econòmiques
Dels 10 establiments que hi havia el 2007, 1 era d'una empresa alimentària, 1 d'una empresa de fabricació d'altres productes industrials, 3 d'empreses de comerç i reparació d'automòbils, 3 d'empreses immobiliàries i 2 d'empreses de serveis.
L'únic establiment comercial que hi havia el 2009 era una fleca.
L'any 2000 a Bourg-le-Comte hi havia 15 explotacions agrícoles que ocupaven un total de 648 hectàrees.

## Equipaments sanitaris i escolars
El 2009 hi havia una escola elemental integrada dins d'un grup escolar amb les comunes properes formant una escola dispersa.

## Poblacions més properes
El següent diagrama mostra les poblacions més properes.